# پایگاه هوایی ثمریت
پایگاه هوایی ثمریت  (به انگلیسی: Thumrait Air Base) یک فرودگاه نظامی با کد یاتا TTH است که یک باند فرود آسفالت دارد و طول باند آن ۴۰۰۰ متر است. این فرودگاه در شهر ثمریت کشور عمان قرار دارد و در ارتفاع ۴۷۹ متری از سطح دریا واقع شده است.